# Genuchus ovampoensis
Genuchus ovampoensis är en skalbaggsart som beskrevs av Louis Albert Péringuey 1892. Genuchus ovampoensis ingår i släktet Genuchus och familjen Cetoniidae. Inga underarter finns listade i Catalogue of Life.